# クレーブロン
クレーブロン (ドイツ語: Cleebronn) は、ドイツ連邦共和国バーデン＝ヴュルテンベルク州ハイルブロン郡に属す町村（以下、本項では便宜上「町」と記述する）。このワイン町は、シュトゥットガルト大都市圏周縁部に含まれる。

## 地理

### 位置
クレーブロンは、ハイルブロン南部のツーバーゴイと呼ばれる地域に位置する。この町は、ツァーバー川の支流であるルイトバッハ川に面し、すぐ北には、海抜220mから260mのシュトロムベルク山地がある。農業の主体はブドウ栽培である。この町、あるいは周辺のツァーバーゴイ地域一帯の象徴は標高394mのミヒャエルスベルクである。

### 隣接する市町村
クレーブロンに隣接する市町村は、西から時計回りに、ギューグリンゲン、ブラッケンハイム（ともにハイルブロン郡）、ベニヒハイム、ザクセンハイム（ともにルートヴィヒスブルク郡）である。クレーブロンは、ブラッケンハイムとともに行政共同体を形成する。

### 町の構成
クレーブロンには行政上の地区はない。しかし、地理上の感覚では、小集落トレッフェントリル、カタリーネンプライジア農場、マーゲンハイム城とその農園、ミヒャエルスベルク居住区やノイマーゲンハイム居住区は独立した地区のように思われる。

## 歴史
クレーブロンは1279年に、Kleberenという名前で初めて文献に記録されている。13世紀にマインツ選帝侯および、世俗の Kurstaat（マインツ大司教管区 "Kurmainz"とも呼ばれる）に属した。ミヒャエルスベルク周辺の地所と権利は、これを引き継いだロルシュ修道院からクレーブロン土着のマーゲンハイム家に与えられた。
14世紀（おそくとも1367年まで）には、ヴュルテンベルクがこの村の2/3を「ヴュルテンベルクのクレーブロン」として獲得した。「マインツのクレーブロン」としてマインツ選帝侯が所有した残りの1/3は、何度も担保に出され、1727年にマインツ選帝侯の宮廷長官にして枢密顧問官のシュタディオン伯ヨハン・フィリップ（1652年生まれ）が獲得した。1785年には、このマインツ側の所領もヴュルテンベルクが獲得したが、旧来の「ヴュルテンベルクのクレーブロン」と合併されることはなかった。両者は、川で分割され、1811年からは「アルト＝クレーブロン」、「ノイ＝クレーブロン」と名付けられた。1844年1月1日にアルト＝クレーブロンとノイ＝クレーブロンは新たな自治体クレーブロンとして合併した。

### 宗教
クレーブロンにはプロテスタント教会がある。カトリック信者は、ギューグリンゲンのカトリック教会組織に属す。

## 行政

### 議会

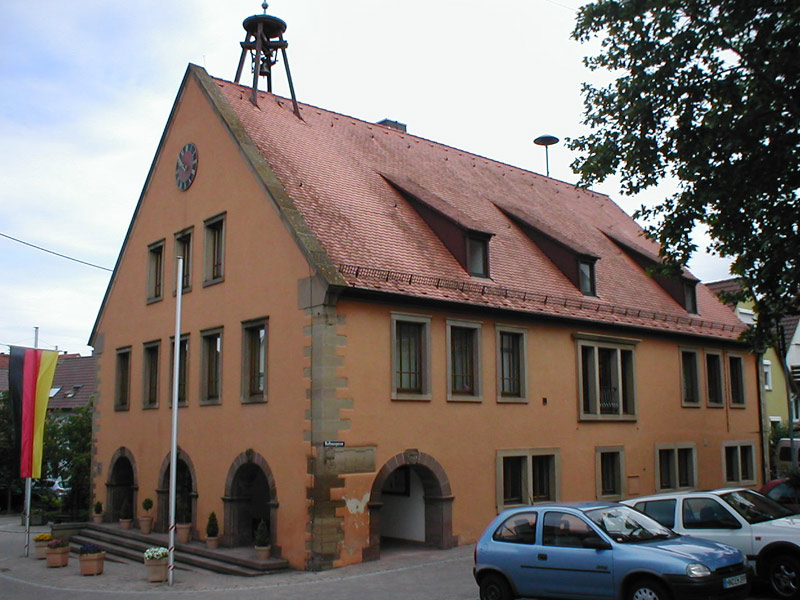
町役場

クレーブロンの議会は12議席からなる。議会では、この他に議長を務める首長が加わる。

### 紋章と旗
図柄: 銀地で、6本スポークの赤い車輪の下に、緑色の三つ葉のクローバー(Kleeblatt)。
車輪は、「マインツァー・ラート」と呼ばれるマインツ選帝侯の紋章の色を置き換えたものであり、何世紀にもわたりノイ＝クレーブロンを統治したことを示す。クローバーは、通俗語源説に基づき、古くから使われており、17世紀初めの印章や標識石、1684年の森林管理記録にも遺されている。ヴュルテンベルクに属すアルト＝クレーブロンの最初の印章は1651年から1653年のもので、三つ葉のクローバーとつるべ井戸 (Ziehbrunnen)を組み合わせた地口の様なデザインの上に、ヴュルテンベルク領であることを示す鹿の角が横向きに描かれていた。その後の1715年から1759年の紋章にはクローバーのみが描かれている。一方、マインツ領のノイ＝クレーブロンの1695年の紋章は、クローバーの上にマインツァー・ラートを描いた盾型の上にミトラと司教杖が描かれていた。19世紀には、アルト＝クレーブロンとノイ＝クレーブロンとが合併した新しい紋章として、マインツァー・ラートとクローバーの紋章が1843年に定められ、同時に色の入れ替え（赤と銀）も決められ、1919年にヴュルテンベルクの文書局の認可を受けた。クレーブロンの旗の色は、1956年4月25日に緑 - 白と定められた。

## 文化と見所

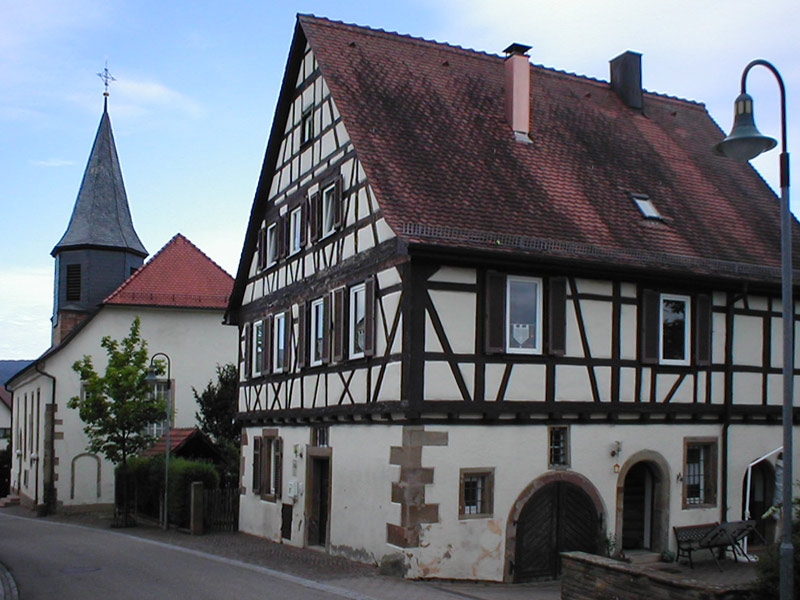
教区教会（奥）と牧師館（手前）

### 建築
- プロテスタントの教区教会は早期ゴシック様式の部分を持つ建築で、1900年から1901年に改築された。教会の近くには牧師館がある。
- 現在の町役場は、1736年に建設され、何度も改築された。
- 公民館は、1902年に旧市庁舎跡に学校として建設された。この建物の学校は1994年に閉鎖され、1997年に改築された。
- ブドウ搾り所（ワイン製造所）は1907年の建築で、かつてはヴュルテンベルク最大のブドウ搾り所であった。
- パン焼き小屋は1930年に建築され、1985年に改装された。この中には、2基の高性能オーブンが備えられている。
- 町の高台にはマーゲンハイム城がある。この城は1230年から1250年頃にシュタウフェン家の城砦として建設され、かつてはマーゲンハイム家の居城であった。
- ミヒャエルベルクには、後期ロマネスク様式の教会と1739年建造のカプチン会の貧民収容所（現在は、カトリックの青年の家）がある。
- 小集落のカタリーネンプライジアは、バロック時代の農場跡で、1733年ベニングハイムの官吏グリムによって建設され、その妻に因んで名付けられた。
- 町の境界付近に、標高472mの町で最も高い、だが名前の付いてはいないシュトロムベルク山地の主峰がある。この上に1969年に高さ125mのブラッケンハイム第1通信塔が建設された。

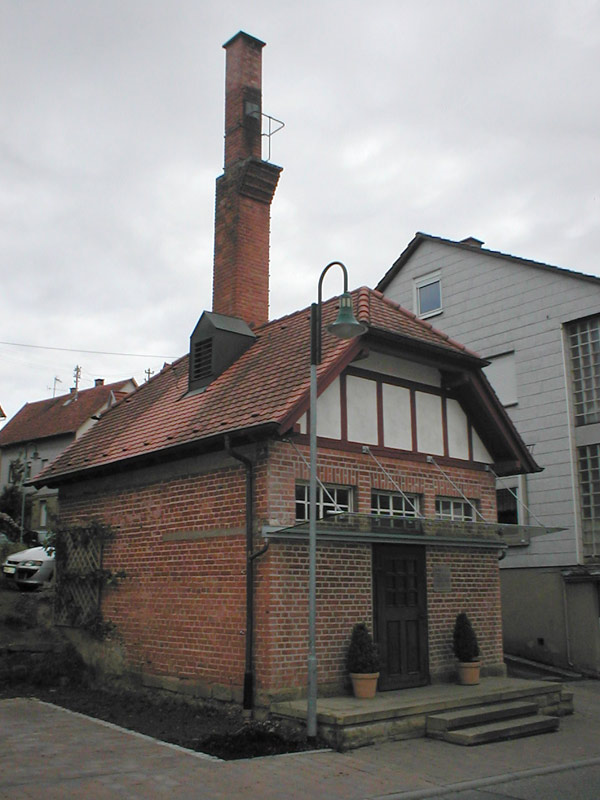
1930建造のパン焼き小屋
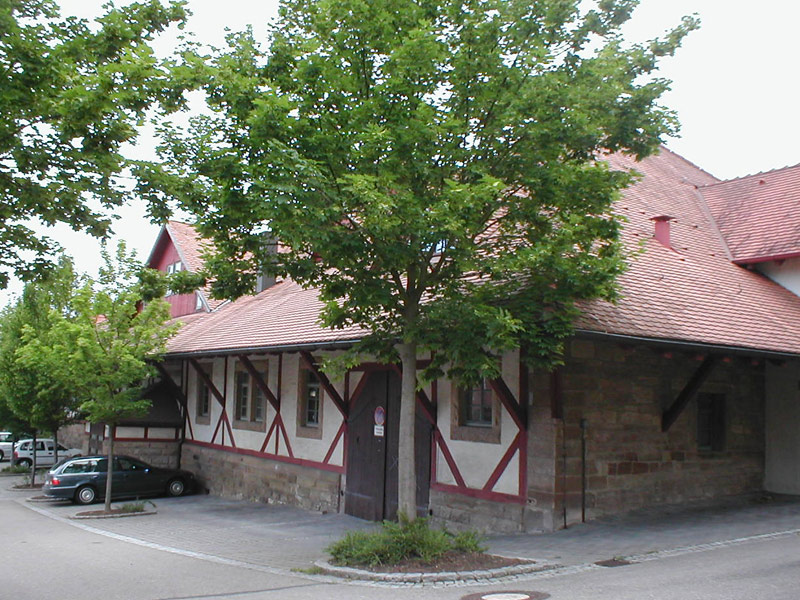
1907年建造のブドウ搾り所（ワイン製造所）
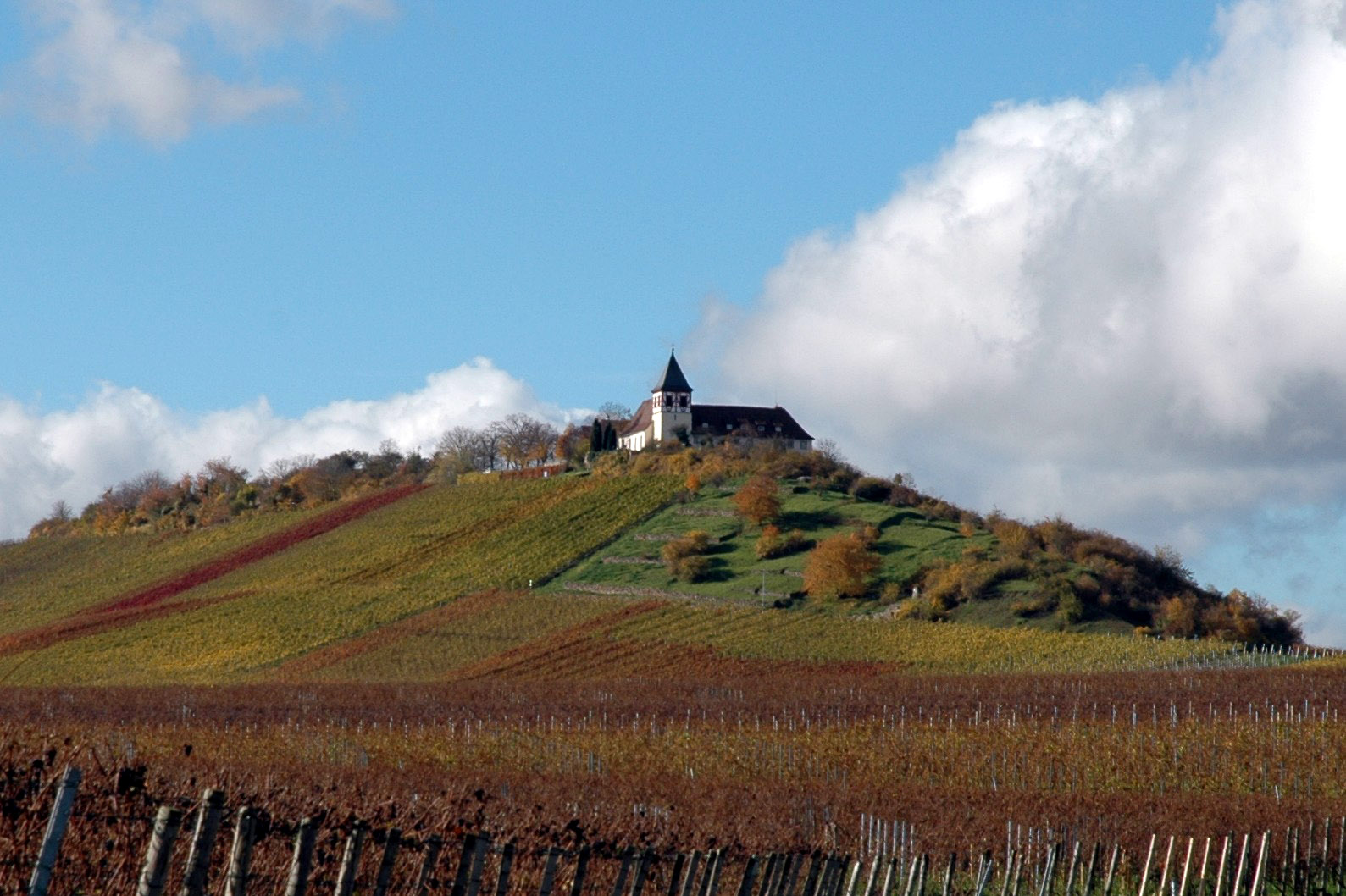
ミヒャエルスベルク
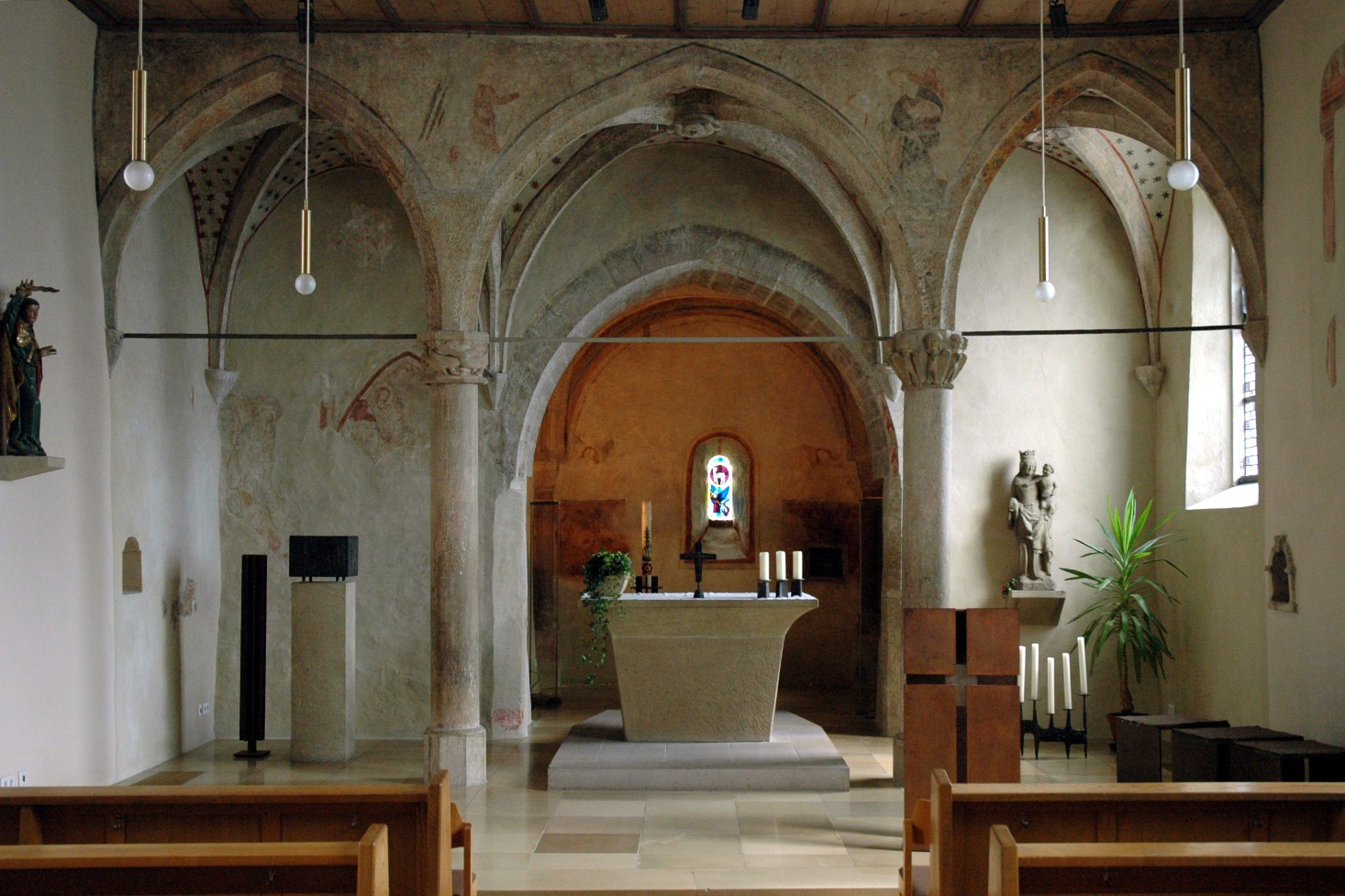
ミヒャエルス教会の祭壇室

### レクリエーション

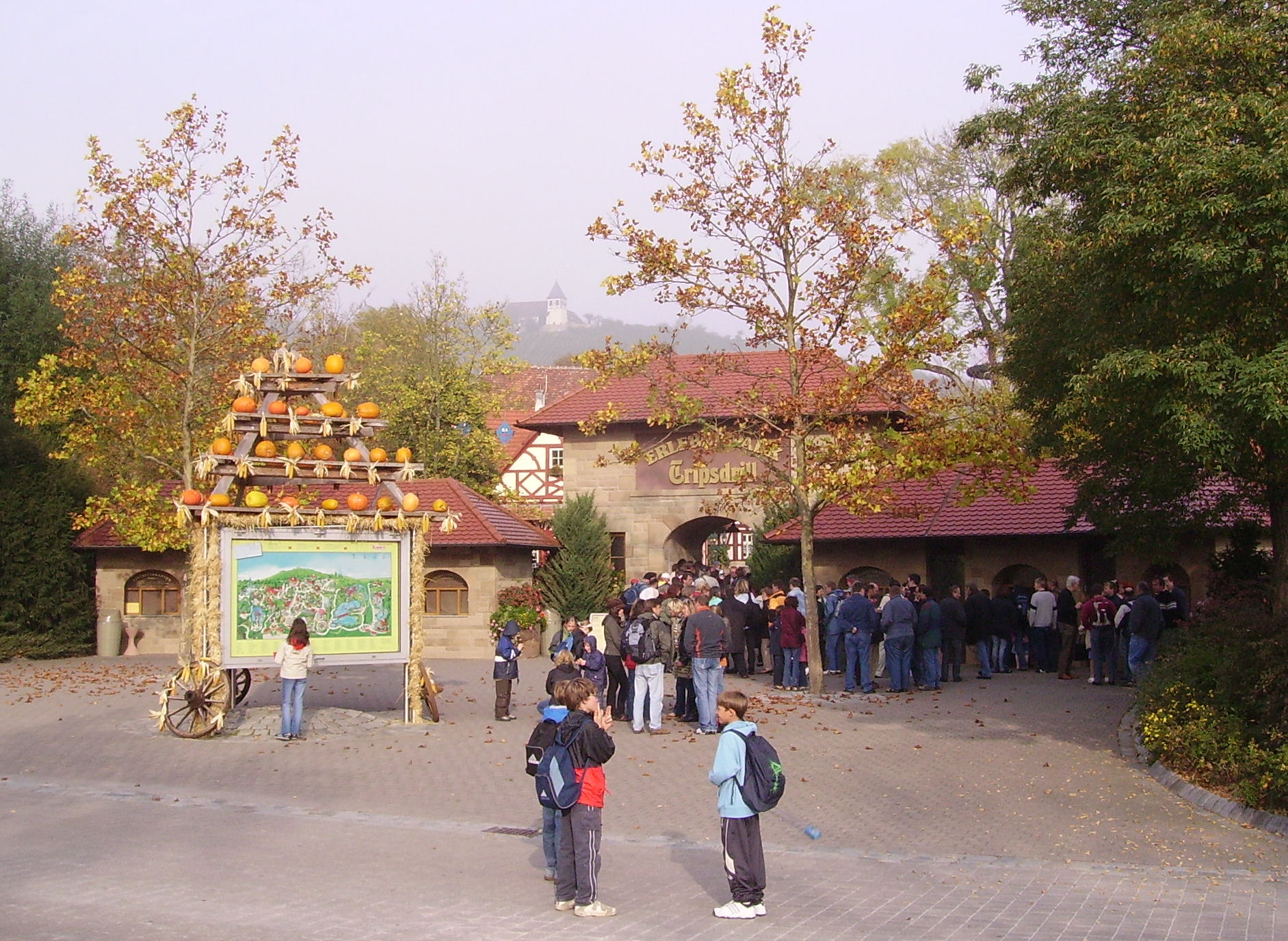
トリップスドリルの入り口

ミヒャエルスベルクの麓には、遊園地「冒険広場トリップスドリル」がある。また、これに隣接してワイルドパラダイス・シュトロムベルクがある。広さ77haに約100のアトラクションと動物園や博物館がある。

## 経済と社会資本

### ブドウ栽培
ミヒャエルスベルクでは、西暦1200年より以前からブドウ栽培が行われてきた。ここは、ヴュルテンベルク・ワイン生産地区分では、ヴュルテンベルク・ウンターラント地方ホイヒェルベルク地区に属す。栽培されているブドウの種類は、典型的な赤ブドウで、レンベルガー、トロリンガー、リースリング、ケルナーである。ほとんどのブドウ生産者は、ワイン生産者協同組合クレーブロン＝ギューグリンゲンに加盟している。

### 交通
広域道路網へは、ラウフェン・アム・ネッカーおよびキルヒェン・アム・ネッカーから連邦道B27号線を利用する。公共の近郊交通機関としては、ハイルブロン＝ホーエンローエ＝ハル近郊連盟 (H3NV) のバス路線が通っている。廃線になったツァーバーゴイ鉄道には、隣接するギューグリンゲン＝フラウエンツィンメルンに駅があった。2011年にこの鉄道を再開するという計画があるが、2006年7月の報道によればこの計画の実現は疑わしい状態にある。

### メディア
クレーブロンのできごとは、Heilbronner Stimmeの南西部版 (SW)に掲載される。

## 人物

### 出身者
- ジギスムント・ヴィルヘルム・ケレ（1820年 - 1902年）宗教伝道師、言語学者
- カール・クラウチ・シニア（1853年 - 1934年）化学者